# Флавий Северин
Флавий Северин (лат. Flavius Severinus) — сенатор и политический деятель Западной Римской империи.

## Биография
Вероятно, что Флавий Северин был итальянского происхождения, о чём свидетельствует одна надпись.
Как сообщил Сидоний Аполлинарий, Северин был в нескольких должностях при императоре Авите, а затем при императоре Майориане участвовал в походе против вестготов в Галлию в 458 году. Так как Майориан хотел угодить аристократии в Италии и Галлии, он выбрал в качестве консула Северина в 461 году. Его коллегой на Востоке был Флавий Дагалайф. На пиру в Арелате, описанном Сидонием, Северин был вторым самым важным человеком после императора.